# Светозаров, Дмитрий Иосифович
Дми́трий Ио́сифович Светоза́ров (род. 10 октября 1951) — советский и российский кинорежиссёр и сценарист. Автор (соавтор) как произведений массового искусства (сериалы «Улицы разбитых фонарей», «Агент национальной безопасности»), так и экранизаций русской литературной классики («Преступление и наказание»). 

## Биография
Родился 10 октября 1951 года в Ленинграде. Сын кинорежиссёра Иосифа Хейфица, младший брат кинохудожника Владимира Светозарова. После окончания средней школы поступил на отделение научно-технический информации Ленинградского института культуры имени Н. К. Крупской, а затем перешёл в Ленинградский педагогический институт имени А. И. Герцена, который окончил в 1974 году. По первому образованию — педагог (преподаватель английского языка и литературы). В дипломный год работал на киностудии «Ленфильм» ассистентом у режиссёра И. Авербаха на кинокартине «Чужие письма» (1975), затем у И. Хейфица в фильме «Ася» (1977). Некоторое время продолжал заниматься литературными переводами. В 1980 году окончил Высшие режиссёрские курсы (мастерская И. Хейфица, дипломная работа — к/м фильм «Очки от солнца»), после чего продолжил работу на «Ленфильме» в качестве режиссёра.

### 1980-е годы
В 1983 году снял спортивную драму «Скорость», которая не только резко выбивалась из общего ряда «кино эпохи застоя», но и обозначила позицию молодого режиссёра: Светозаров собирался взяться за малоизученную в СССР область жанрового кинематографа. Успех «Скорости» в прокате позволил режиссёру приступить к следующей работе, и в 1986 году вышел фильм «Прорыв» — история крупной аварии в ленинградском метро, второй фильм-катастрофа за всю историю отечественного кино. В годы перестройки жанровый кинематограф Светозарова становился всё более авторским, бескомпромиссным, жёстким, что вызывало отрицательную реакцию у кинематографического начальства.
Первым социальным фильмом стала драма «Без мундира» (1988 год). Недовольство официального кинематографа Светозаровым достигло пика после фильма «Псы» (1989 год). Картина была для своего времени новаторской как по форме — это был первый триллер в советском (российском) кино, так и по содержанию. Исследуя худшие стороны человеческой души, режиссёр вступил в зону, которую до этого в советском кино обходили стороной.

### 1990-е годы
В 1992 году детектив «Арифметика убийства» получил Гран-при кинофестиваля «Киношок» и приз за лучшую мужскую роль Сергея Бехтерева на МКФ в Валансьене. «Арифметика убийства» закрепила за Светозаровым репутацию профессионала, свободно чувствующего себя в рамках любого жанра. В 1992 году Светозаров отошёл от жанрового кино и снял драму «Гаджо». Когда в начале 1990-х годов российское кино переживало кризис, Дмитрий Светозаров ушёл на петербургское телевидение, где работал режиссёром программ «Оранж-ТВ», «О-ля-ля!»; снял фильм-балет «Голубые танцовщицы». С 1994 по 1997 год — руководитель творческих студий рекламных агентств «Premiere-SV», «Депутат Балтики», «НТР-центр».
В 1998 году  Светозаров совместно с продюсером Александром Капицей выпустил первый российский телесериал «Улицы разбитых фонарей» («Менты»), который стал абсолютным рекордсменом по продолжительности на российском телевидении. В 1999 году за серию «Моль бледная»  Светозаров номинировался на национальную премию «ТЭФИ» как лучший режиссёр.
В 1999 году вышел сериал «Агент национальной безопасности», в котором Светозаров выступил как художественный руководитель, режиссёр и автор креативной идеи.

### 2000-е годы
В 2000 году Д. Светозаров вернулся к полнометражному кино и снял «Четырнадцать цветов радуги» — жанровую смесь триллера, драмы и приключенческого кино (в подзаголовке — «русская сказка»). Фильм получил награду на кинофестивале в Каире и приз за лучшую женскую роль актрисе Светлане Смирновой на кинофестивале «Кинотавр».
В 2001 году Светозаров осуществил давний замысел — снял многосерийный фильм «По имени Барон» — гангстерскую сагу, которую некоторые критики называют российским аналогом «Однажды в Америке» (канал «НТВ»). Фильм был удостоен национальной премии «ТЭФИ» (2002) в номинации «лучший телесериал», а Д. Светозаров получил «ТЭФИ» за лучшую режиссуру.
В 2002 году Светозаров с продюсером Андреем Сигле создал киностудию «АСДС» (инициалы продюсеров). С 2002 по 2007 год студия выпустила сериалы «Танцор» (виртуальный детектив, Первый канал), «Три цвета любви» (мелодрама, канал «Россия»), 9 серий сериала «Опера́. Хроники убойного отдела» (канал «Россия»), «Фаворский» (НТВ), «Вепрь» (Первый канал). В качестве продюсера и художественного руководителя проекта Дмитрий Светозаров руководил съёмками сериала «Синдикат» режиссёра Алексея Лебедева и художественного фильма «Поводырь» Александра Хвана. В 2006—2007 годах Д. Светозаров экранизировал роман Фёдора Достоевского «Преступление и наказание». Режиссёр так обозначил своё видение романа: «Я понял, что „Преступление и наказание“ — это роман о жизни человека, загнанного в тараканью щель».
В октябре 2023 года режиссёр представил новую картину «Пять процентов», в которой снялись Виктор Сухоруков и Юрий Стоянов. Комедия с криминальным оттенком получила поддержку Комитета по культуре Санкт-Петербурга и была снята на Ленфильме.
Светозаров известен как режиссёр, «открывающий» для кинематографа новых звезд: Андрея Краско,  Сергея Бехтерева, Игоря Лифанова, Михаила Пореченкова, Илью Шакунова, Бориса Хвошнянского, Андрея Зиброва,  Владимира Кошевого,  Данилу Козловского и др.

## Личная жизнь
В 1984 году познакомился с будущей супругой — журналисткой по образованию Ниной Светозаровой. В 1988 году у пары родился сын Алексей. У жены также есть сын Андрей от первого брака.

## Фильмография
| Год       |     | Название                                                                          | Примечание                                                                   |
| --------- | --- | --------------------------------------------------------------------------------- | ---------------------------------------------------------------------------- |
| 1978      | кор | Па-де-де                                                                          | режиссёр, сценарист                                                          |
| 1980      | кор | Очки от солнца                                                                    | режиссёр, художник                                                           |
| 1983      | ф   | Скорость                                                                          | режиссёр                                                                     |
| 1986      | ф   | Прорыв                                                                            | режиссёр                                                                     |
| 1988      | ф   | Без мундира                                                                       | режиссёр                                                                     |
| 1989      | ф   | Псы                                                                               | режиссёр, сценарист                                                          |
| 1991      | ф   | Арифметика убийства                                                               | режиссёр, сценарист                                                          |
| 1992      | ф   | Гаджо                                                                             | режиссёр, сценарист                                                          |
| 1993      | кор | Голубые танцовщицы                                                                | режиссёр, сценарист                                                          |
| 1997—1998 | с   | Улицы разбитых фонарей-1                                                          | режиссёр (14-я, 19-я, 25-я и 28-я серии) сценарист (19-я, 25-я и 28-я серии) |
| 1998—1999 | с   | Улицы разбитых фонарей-2                                                          | режиссёр, сценарист (25-я и 26-я серии)                                      |
| 1998—1999 | с   | Агент национальной безопасности-1                                                 | режиссёр (1-я, 3-я, 6—8-я и 10—12-я серии)                                   |
| 2000      | с   | Агент национальной безопасности-2                                                 | режиссёр                                                                     |
| 2000      | ф   | Четырнадцать цветов радуги                                                        | режиссёр, сценарист                                                          |
| 2001      | с   | Агент национальной безопасности-3                                                 | режиссёр (1—8-я серии), сценарист (7-я серия)                                |
| 2001      | с   | По имени Барон                                                                    | режиссёр                                                                     |
| 2002      | док | Иосиф Хейфиц. Герой не нашего времени из цикла «Кинорежиссёр: профессия и судьба» | режиссёр                                                                     |
| 2003      | с   | Танцор                                                                            | режиссёр                                                                     |
| 2003      | с   | Три цвета любви                                                                   | режиссёр, исполнительный продюсер                                            |
| 2004      | с   | Опера. Хроники убойного отдела-1                                                  | режиссёр (3—4-я серии)                                                       |
| 2005      | с   | Фаворский                                                                         | режиссёр, продюсер                                                           |
| 2005      | с   | Вепрь                                                                             | режиссёр, продюсер                                                           |
| 2006      | с   | Синдикат                                                                          | продюсер                                                                     |
| 2007      | с   | Братья                                                                            | продюсер                                                                     |
| 2007      | ф   | Поводырь                                                                          | продюсер                                                                     |
| 2007      | с   | Преступление и наказание                                                          | режиссёр, продюсер                                                           |
| 2008      | с   | Дилер                                                                             | продюсер                                                                     |
| 2008      | с   | А. Д.                                                                             | режиссёр, сценарист, продюсер                                                |
| 2008      | ф   | Сад                                                                               | продюсер                                                                     |
| 2010      | тф  | Любовь без правил                                                                 | режиссёр, продюсер                                                           |
| 2011      | с   | Надежда                                                                           | продюсер                                                                     |
| 2012      | с   | Мать-и-мачеха                                                                     | режиссёр, продюсер                                                           |
| 2013      | ф   | Снегурочка                                                                        | режиссёр, продюсер                                                           |
| 2015      | с   | Бабье лето                                                                        | режиссёр, продюсер                                                           |
| 2016      | ф   | Тень                                                                              | режиссёр, генеральный продюсер                                               |
| 2018      | с   | Петербург. Любовь до востребования                                                | режиссёр, продюсер                                                           |
| 2019      | с   | Агент национальной безопасности. Возвращение                                      | режиссёр, продюсер                                                           |
| 2023      | ф   | Пять процентов                                                                    | режиссёр, продюсер                                                           |